# Nathaniel William Taylor
Nathaniel William Taylor (23 juin 1786 – 10 mars 1858) est un théologien protestant du début du XIXe siècle, dont la contribution majeure à la théologie chrétienne (et à l'histoire religieuse américaine) est connue sous le nom de théologie de New Haven ou de taylorisme,, qui fait partie de la théologie de la Nouvelle Angleterre. Il s'agit d'un système tentant d'aligner la pensée calviniste historique  avec les idées nouvelles, notamment celles incarnées dans le second grand réveil. Diplômé de l'université Yale,  il y est revenu pour y fonder un institut indépendant, le Département de Théologie, qui est aujourd'hui la Yale Divinity School.

## Biographie
Né en 1786 dans une famille riche et religieuse du Connecticut, Nathaniel Taylor est entré à Yale College en 1800 alors qu'il avait seulement 14 ans, mais ne put terminer ses études qu'en 1807 à cause d'un problème d’œil. Pendant ces années, Taylor a été fortement influencé par le revivaliste et président de Yale, Timothy Dwight (petit-fils de Jonathan Edwards). Son diplôme obtenu, Taylor a étudié la théologie, travaillé comme secrétaire de Timothy Dwight, puis, après sa consécration, est devenu le pasteur de la Première Église de New Haven en 1812, poste qu'il occupe pendant 10 ans.

## Influence sur la théologie calviniste au cours du second grand réveil
Bien que Taylor lui-même n'évangélisait pas, sa sympathie manifeste envers les mouvements de réveil qui se multipliaient alors lui assura une influence majeure sur les croyances des revivalistes et sur les églises créés par eux.
En dépit de son ampleur et de sa puissance, le second grand réveil a été contesté par les églises établies, en particulier les épiscopaliens et les calvinistes conservateurs, mais aussi par les unitariens, eux-mêmes en plein essor. Après que Taylor eut été nommé professeur de théologie systématique de l'université Yale en 1822, il a utilisé son influence pour soutenir publiquement le réveil et défendre ses croyances et pratiques.

### Influence sur les doctrines calvinistes
De son poste à l'université Yale, Nathaniel Taylor a rejeté le déterminisme - l'idée calvinienne que les décisions de Dieu sont seules responsables de toutes les activités dans l'univers. Il l'a fait pour préserver l'idéal de la liberté de l'homme, principalement parce qu'il croyait que le déterminisme contredisait la liberté et était donc immoral. Puisque Dieu ne pouvait pas être immoral, alors le déterminisme ne pouvait pas être le fait d'une divinité parfaite et aimante.
Ce rejet du déterminisme a été suivi par d'autres changements dans les doctrines calvinistes comme la révélation, de la dépravation humaine (donc du péché originel), la souveraineté de Dieu, l'expiation du Christ et de la régénération (donc du salut). Les idées de Taylor et de Dwight, qui ont été appelées la "théologie de New Haven", a été bien accueillie et assez largement adoptée à la fois par les congrégationalistes et par les presbytériens de la Nouvelle École qui trouvaient les doctrines calviniste traditionnelles trop difficiles.
Bien entendu, la théologie de New Haven a été vigoureusement contestée par les calvinistes conservateurs, en particulier Charles Hodge de l'université de théologie de Princeton. Non seulement la modification du calvinisme proposée par Taylor attirait leur colère, mais encore nombre d'entre eux déclareraient que Taylor n'était plus calvinisme, mais arminien ou même pélagien, donc hérétique.

### Influence sur Charles Finney
Taylor a été l'influence la plus importante sur Charles Grandison Finney, l'un des évangélistes du second grand réveil les  plus connus et les plus efficaces. Bien qu'il serait certainement exagéré de dire que la théologie de Taylor a été celle prêchée par Finney,  une comparaison des écrits des deux hommes montre qu'ils ont beaucoup de choses en commun, en particulier dans ce qui les séparait du calvinisme traditionnel. 
Taylor, cependant, n'a jamais été un partisan du "perfectionnisme" - l'idée, introduite par John Wesley qu'il était possible (et donc souhaitable) pour les chrétiens de vivre sans péché et dans l'obéissance à Dieu. Tandis que les idées de Finney influençaient le réveil, ce sont les idées de Taylor, donc la théologie de New Haven, prévalaient dans les églises de Nouvelle-Angleterre.

### Résumé de la théologie de Taylor
Le péché originel : tous les hommes sont perdus, mais le péché d'Adam n'est imputé à personne, et la corruption n'est pas une faiblesse congénitale de la nature humaine. Bien que toute personne soit certaine de pécher, le péché est soumis à la loi du libre-arbitre. Un pécheur est donc moralement responsables de son péché, plutôt que d'être l'esclave du péché d'Adam.
La souveraineté de dieu: Dieu n'a pas déterminé à l'avance le destin de tous les hommes par le biais de l'élection, et ne détermine pas non plus les événements de notre monde. Au lieu de cela, il a créé un univers moral et il jugera ses habitants. « Dieu favorise l'action morale par un système de moyens et de finalités dans lequel l'homme peut répondre à des appels éthiques à la repentance. » (Hoffecker)
L'expiation : Taylor rejette l'idée que la mort du Christ sur la croix soit un sacrifice pour les péchés des chrétiens. Au lieu de cela, il a enseigné que la mort du Christ est le moyen par lequel Dieu peut exhorter les pécheurs à se détourner librement de leurs péchés et à se convertir, en particulier lorsqu'on leur présente les avantages et les privilèges d'une vie pieuse.
Une note sur l'"amour de soi" (selflove) - terme utilisé par Taylor pour désigner une partie naturelle de la nature humaine en vertu de laquelle une personne a un désir naturel de bonheur qui motive tous ses choix et qui se manifeste par la repentance lorsque l'occasion en est donnée. Ceci est basé sur la croyance que la vie chrétienne, si elle était bien comprise, serait tellement attrayante, magnifique et bénéfique pour la personne que son inclination naturelle serait de se convertir, une démarche qui est en son pouvoir selon cette conception théologique.

### Les objections calvinistes
Hodge et d'autres ont estimé que Taylor était allé tellement loin dans l'erreur qu'il n'était pas tant arminien que pélagien, summum de l'hérésie pour un calviniste. Aujourd'hui encore, beaucoup de calvinistes pensent que Taylor s'était coupé de la vraie foi chrétienne. Ceux qui s'associent aux croyances de Taylor, y compris, notamment, Charles Finney, sont de même considérés comme hétérodoxes.
La théologie de Taylor a été mise en jugement au travers de Albert Barnes et de Lyman Beecher, qui ont tous deux été accusés d'hérésie par les calvinistes de l'ancienne école. Albert Barnes fut acquitté et reconnu comme orthodoxe par le Synode de Philadelphie. Lyman Beecher fut acquitté et reconnu comme orthodoxe par le Synode de Cincinnati. Ainsi, Taylor et la théologie de New Haven, ou la théologie de la Nouvelle École de Théologie, ont été déclarés être une école théologique chrétienne orthodoxe.
La conception taylorienne de l'expiation était au cœur de cette attaque. Beaucoup de chrétiens pensent que la mort du Christ sur la croix était un sacrifice par lequel les péchés de l'humanité ont été imputés au Christ, qui a été puni pour nos péchés à notre place. Martin Luther est allé jusqu'à dire que le Christ est devenu le pire pécheur de l'univers. La justice du Christ, ou sa perfection, est ensuite imputée à tous les croyants. Par conséquent, Dieu ne voit plus les croyants comme ils sont vraiment, mais il est aveuglé par la justice imputée. Pour de nombreux chrétiens, cette croyance est la pierre angulaire de la foi chrétienne. Pourtant, Taylor a explicitement refusé ce point de vue.

### Taylorisme contre Tylerism
À l'intérieur de l'église congrégationnaiste, une scission eut lieu entre ceux qui préconisaient la théologie de New Haven et ceux qui adhéraient  à des croyances plus conservatrices. Bennett Tyler a conduit cette rébellion contre Taylor et a fondé la faculté de Théologie d'East Windsor en l'opposition à  l'université Yale gagnée à la théologie de New Haven développée par Taylor. Bien que leur désaccord avec les enseignements de Samuel Hopkins, autre théologien proche de Taylor, aient été moindres, le partisans de Tyler se sont vigoureusement opposés à ce qu'ils considéraient comme les erreurs graves de l'école de pensée de New Haven.
À l'époque, ces objections contre Taylor ont été comprises comme une attaque contre une partie du mouvement revivaliste. Ainsi, l'"ennemi" du réveil a semblé être les églises établies, en particulier celles qui étaient fidèles au strict calvinisme. C'est peut-être cette situation qui a conduit de nombreux mouvements revivalistes (et, plus tard, fondamentalistes et évangéliques) à se considérer comme séparés des églises établies, notamment calvinistes et donc à solidifier des croyances arminiennes.

### Taylor et le déclin du congrégationalisme en Nouvelle-Angleterre
Alors que la théologie de New Haven n'a connu qu'un succès assez bref dans le protestantisme en Nouvelle Angleterre,, Angus Steward a soutenu que cette école théologique dont Taylor a été l'un des principaux promoteurs a conduit les églises congrégationalistes de Nouvelle-Angleterre à être plus ouvertes et plus favorables au libéralisme théologique qui a influencé de nombreuses dénominations établies à la fin du XIXe siècle, une influence toujours sensible aujourd'hui.
Ce jugement peut sembler sévère en particulier compte-tenu du soutien de Taylor au réveil et à l'expérience de "conversion" qui l'accompagne, mais Stewart soutient que Taylor et d'autres promoteurs de sa théologie ont délibérément abandonné les enseignements qui avaient été, jusque là, considérés comme une partie essentielle de la théologie calviniste, créant ainsi un précédent historique qui a permis à des générations futures d'être influencées par des enseignements qui sont allés encore plus loin dans la déconstruction des doctrines-clés du calvinisme.
Étant donné que les principales dénominations protestantes qui ont été dominées par le libéralisme théologique ont baissé en nombre et en influence au fil du temps, Stewart soutient que le congrégationalisme de Nouvelle-Angleterre a subi le même sort : influencé par le rejet des doctrines calvinistes initié par Taylor et embrassant la théologie libérale sans connaître, contrairement à la Convention baptiste du Sud, une réaction fondamentaliste, l'un des groupes d'églises américains historiquement les plus importants a cessé d'être une force dominante dans le christianisme américain.

## Œuvres
Les œuvres de Nathaniel William Taylor ont été publiées de manière posthume, peu après son décès :
- Practical Sermons ("Sermons pratiques" ; réunis et présentés par Noah Porter ; 1858)
- Lectures on the Moral Government of God ("Conférences sur le gouvernement moral de Dieu", 2 volumes, 1859)
- Essays and Lectures upon Select Topics in Revealed Theology ("Dissertations et conférences sur des sujets choisis de la théologie révélée", 1859)

## Sources
- Article de Hugh Chisholm,  (en) « Nathaniel William Taylor », dans Encyclopædia Britannica [détail de l’édition], 1911 (lire sur Wikisource)..
- Article sur "Taylor, Nathaniel William", dans la New Schaff–Herzog Encyclopedia of Religious Knowledge (third ed., 1914), éditeur : Funk and Wagnalls, à Londres et New York.
- Article de W. A. Hoffecker, "Taylor, Nathaniel William", dans W. A. Elwell (ed). Évangélique, Dictionnaire de Théologie, Grand Rapids, Baker, 1990.